# 西藏天门冬
西藏天门冬（学名：Asparagus tibeticus）是天门冬科天门冬属的植物，是中国的特有植物。分布于中国大陆的西藏自治区等地，生长于海拔3,800米至4,000米的地区，见于村边、路旁及河滩上，目前尚未由人工引种栽培。